# Ana y Johnny
Ana y Johnny fue un dúo de música pop y balada romántica de corta vida, creado en Madrid, España en 1974 por el matrimonio de Ana Sánchez (Málaga, 1950) y Juan Enrique Dapena (Madrid, 1949). 
Sus mayores éxitos fueron "Yo también, necesito amar" e "Y te amaré", publicados entre 1976 y 1977. La pareja se mantuvo en actividad musical hasta 1978.

## Biografía
Ana Sánchez Becerra y Juan Enrique Dapena de Madre formaron parte del trío Los Magos De Oz, que se fundó en 1968, pero una vez disuelta esta agrupación en 1973 y ya con cierta experiencia y conocimiento del mercado musical, Ana y Juan Enrique, que habían contraído matrimonio en 1970, decidieron formar el dúo Ana y Johnny y en 1974 se relanzaron de nuevo al mundo musical.
En el año de debut triunfan en el Festival de Almería con "Quisiera ser un caballo". Este triunfo les sirve para darse a conocer en toda España y ser invitados a los programas de televisión, como el conocido El Gran Musical de la Cadena SER. Sus nombres aparecen en las listas de éxitos y de la noche a la mañana aparecen como estrellas. Otro dato curioso que ayudó a auparlos al éxito fue la imagen de matrimonio moderno, con un aura de alegría y que se mostraba como realmente eran.
Entre otros de sus primeros trabajos estaban "En la cuneta", "Descalzo por el alma" y "Ya no le cantarán a los pájaros". Tras estos trabajos terminan su relación con la casa de discos GMA.
Después del éxito alcanzado en el festival y la muestra de creatividad deciden firmar con la CBS y aparecen en 1976 con el disco Yo también necesito amar, con el que llegan a lo más alto de su carrera. En el disco aparecen como músicos de sesión algunos de los componentes del grupo Coz, como Juan Márquez y el guitarrista Armando de Castro que más tarde fundaría Barón Rojo. El estilo de rock italiano sumado a la calidad mostrada, rápidamente llamó la atención de muchos. Además el lenguaje sexy, como cuando dicen "libérame del pudor", fue suficiente para el éxito; pero también para que la crítica los censurara y criticara, e incluso en países como Argentina donde la canción fue mutilada. La falta de continuidad en los siguientes trabajos los condenó al fracaso.
En 1976 publican "Y te amaré" con relativo éxito en España y buena aceptación en Italia tras la aparición de la versión en italiano titulada "Io Ti Amerò".
El triunfo se va apagando y en 1978 aparece el último trabajo musical del dúo, en el que destaca el tema "Y me diste tanto amor".
Durante 1977 y 1978 se presentaron en Italia con buena acogida, e incluso en la televisión donde tuvieron relativo triunfo.
En la década siguiente Johnny, esta vez como productor, logra el éxito con otra agrupación Coz, un grupo roquero, y continuó dentro de la música creando composiciones para otros cantantes como Manolo Galván, mientras Ana se decidió por el retiro. Ambos montaron un negocio de equipos musicales que han mantenido con éxito, aunque sentimentalmente ya separados.

## Estilo
Ana y Johnny fue uno de los precursores de un estilo musical abiertamente orientado a las diferencias de género, el amor y el desamor, o las relaciones de pareja, utilizando letras sumamente directas y cotidianas. Estos mismos elementos se aprecian (con ciertas variantes) en duetos como Sergio y Estíbaliz o Pimpinela. 
Ana interpretaba con una voz soprano desgarradora y Johnny con un estilo italiano de voz grave, similar al de Riccardo Cocciante, muy en boga en aquellos días, además de tocar la guitarra, componer, algo verdaderamente necesario para el triunfo, pues tenía inspiración y era muy original.

## Discografía

### Álbumes de estudio
- Yo también necesito amar (CBS, 1976)

### Sencillos
- En la cuneta / Descalzo por mi alma (GMA, 1974)
- Quisiera ser un caballo / Ya no le cantarán los pájaros (GMA, 1974)
- Yo también necesito amar / Donde podría respirar (CBS, 1976)
- Y te amaré / Quise despertar (CBS, 1976)
- En la cuneta / Quisiera ser un caballo (Euromusic, 1977)
- Y me diste tanto amor / Porque el tiempo eres tú (CBS, 1978)
- Changing Of The Guards / Io Ti Amerò (CBS, 1978)